# Bartolomé Jiménez Patón
Bartolomé Ximénez Patón (Almedina, agosto de 1569 - Villanueva de los Infantes, 12 de abril de 1640) fue un humanista, gramático y retórico español.

## Biografía
La biografía de Bartolomé Ximénez Patón ha dado un vuelco con el descubrimiento de nuevos textos hasta ahora extraviados y de algunas obras desconocidas. Por ejemplo, Abraham Madroñal descubrió su autobiografía, que lleva el título El libro de cuenta y razón, que publicó en 1993. Nació en la villa de Almedina y fue bautizado el 15 de agosto de 1569. Sus padres fueron Bartolomé Ximénez y Apolonia Fernández, esta última con grandes rentas, por lo que siempre disfrutó a lo largo de su vida de una posición bastante desahogada. Estudió en el Colegio Imperial de los jesuitas de Madrid, donde tuvo como compañero a Lope de Vega, de quien siempre fue un gran admirador; luego en la Universidad de Baeza donde, a los diecinueve años (1588), logró ingresar en la Facultad de Artes; obtuvo el Bachillerato en Artes y Filosofía en 1592 y recibió órdenes menores en 1593; terminó su formación universitaria en Salamanca con el grado de Maestro en Artes en 1597 y en 1598 era preceptor en Alcaraz. La vocación literaria fue temprana en él: Juan Pérez de Montalbán afirma en su Para todos que
A los veinte años de su edad tenía hechas muchas poesías, comedias, autos y otras obras sueltas, divinas y humanas
En Alcaraz se dedicó a escribir comedias al estilo de su amigo Lope (Los amantes engañados, El casamiento deshecho, La tugancilla princesa...) a instancias del consistorio municipal que se las pedía para los festejos. Además de venderles estas comedias, le pidieron dos autos sacramentales que también les entregó.
Esta afición a las letras terminó por decidirlo a abandonar la carrera eclesiástica y tomar esposa en la persona de Juana Hervás Monsalve y los esposos se desplazaron a vivir a Villanueva de los Infantes, porque dicha ciudad le había ofrecido una Cátedra de Humanidades que aceptó y para la que fue contratado el 16 de agosto de 1600. Allí tuvo dos hijos, Félix y Alonso Patón Monsalve. Sin duda debió hacer muchos viajes para relacionarse con varias academias de Toledo, como la Academia de Fuensalida y la del Conde de Mora y el círculo de amigos de Lope que allí residía; además fue Notario del archivo de la Inquisición de Murcia y Correo mayor de Villanueva de los Infantes (Ciudad Real), cargos que le exigían cierta movilidad, fuera de que, al parecer, fuera también durante un tiempo preceptor del ilustre poeta Conde de Villamediana.
Entre sus trabajos eruditos de humanista cabe citar sus traducciones y comentarios de epigramas de Marco Valerio Marcial, las Odas de Horacio, las Sátiras de Juvenal y otros muchos autores, también bíblicos (Salmos, Jeremías) incluidos en sus obras Cáthedra de erudición y Comentarios de erudición (1621), obras que han sido redescubiertas y recuperadas por Abraham Madroñal, aunque algo incompletas; son sus trabajos más originales.
Son dos sus obras gramaticales: Breves Institutiones de la Gramática Española (Baeza, 1614), compuesta para extranjeros que desean aprender la lengua y Epítome de la ortografía latina y castellana (Baeza, 1614), pero deben mucho al Brocense. Más interés demostró por cuestiones de retórica, publicando el más importante manual de retórica de la época (Mercurius Trimegistus, sive de triplici eloquentia, sacra, española y romana, 1621). Una parte del mismo es su Eloquencia española, publicada con anterioridad (Toledo, 1604); la parte más original de esta obra es su primacía en el estudio de los versos correlativos, como señaló Dámaso Alonso; emparentado con este interés, y en concreto con la parte de oratoria sacra de su Mercurius, está su  El perfecto predicador (1612), en que Patón trata de defender el clasicismo en la oratoria sagrada frente a la introducción y abuso del cultismo por fray Hortensio Félix Paravicino y los gongoristas que comienza a destacar por estos años y llegará a los extremos reprendidos en el siglo XVIII por el Fray Gerundio del padre José Francisco de Isla, en lo que resulta un pionero; pero sus trabajos en estos campos son también poco originales y toman mucho de Francisco Sánchez de las Brozas; es más, cuando se separa del Brocense suele andar muy errado. Esto ocurre también incluso con una dialéctica hace poco recuperada, el Instrumento necesario para adquirir todas ciencias y artes y entender los autores (c. 1604) que no es más que una traducción de dos libros del Brocense: De nonnullis Porphirii aliorumque in dialéctica erroribus (1588) y de la parte dedicada a la dialéctica del Organum Dialecticum et Rhetoricum (Salamanca, 1579), aunque no sigue las dos obras del mismo modo.
Además escribió diversos opúsculos Discurso en favor del santo y loable estatuto de la limpieza de sangre (Granada, 1638); Reforma de trajes (1638), Decente colocación de la Santa Cruz y Discurso de la langosta. 
Como paremiólogo su principal contribución fue la edición concordada de los Proverbios morales de Alonso de Barros que contiene más de 1100 proverbios en griego y latín traducidos al castellano.
También le ocuparon durante un tiempo los trabajos históricos: la Historia de la antigua y continuada nobleza de la ciudad de Jaén, muy famosa, muy noble, y muy leal, guarda y defendimiento de los reynos de España. Y de algunos varones famosos, hijos de ella (1628) es su obra histórica más importante. En 1983 se reeditó con un prólogo de Rafael Ortega y Sagrista donde se afirma que Patón refundió en realidad un texto anterior de Pedro Ordóñez de Ceballos. La Historia no hace referencia a los cronicones (generalmente poco históricos), por lo que su veracidad está muy asentada. Contiene principalmente biografías y genealogías de linajes jiennenses junto con hechos históricos de la época, sin rehuir el paisaje, la climatología, la industria y especialmente la agricultura. Por último, ha aparecido recientemente una obra moral, El virtuoso discreto. Se han perdido sin embargo, aparte de su teatro ya mencionado, las obras Albergue de pobres, una Visión en metro variado y una Relación de fiestas en la beatificación de Santo Tomás, en 1619.
Patón hizo algunas contribuciones notables a la filología hispánica y a veces parece presagiar la gramática universal de Port Royal, pero quizá lo más interesante sea su observación sobre el seseo. El ceceo (cecear) existía desde el siglo XIII y tenía además las acepciones de "tartajear" y de "llamar a alguien con la interjección ce, ce". Sin embargo, del seseo no aparecen textos hasta el siglo XVII: en 1611 o 1614 Bartolomé Jiménez Patón suministra la primera descripción conocida de sesear, pero aplica este verbo al hábito fonético de los valencianos (que pronuncian con /s'/ ápico-alveolar la c, ç) y lo contrapone al zezeo.

## Obras
- El libro de cuenta y razón, ed. de Abraham Madroñal, 1993.
- El virtuoso discreto y Segunda parte del virtuoso discreto, manuscritos de 1629. Hay edición moderna: El virtuoso discreto, primera y segunda parte. Ed. crítica, introducción y notas de Jaume Garau y María del Carmen Bosch. Madrid / Frankfurt: Iberoamericana / Vervuert, 2014.
- Instrumento necesario para adquirir todas ciencias y artes y entender los autores, manuscrito, c. 1604.
- Breves Institutiones de la Gramática Española (Baeza, 1614)
- Epítome de la ortografía latina y castellana (Baeza, 1614). Hay edición moderna de Antonio Quilis y Juan Manuel Rozas, Valencia: CSIC, 1965.
- Mercurius Trimegistus, sive de triplici eloquentia, sacra, española, romana... (Baeza, Pedro de la Cuesta, 1621).
- Eloquencia española en Arte (Toledo, 1604). Hay edición moderna de Francisco J. Martín,  Barcelona: Puvill, 1993.
- Discurso en favor del santo y loable estatuto de la limpieza de sangre (Granada, 1638)
- Reforma de trajes. Doctrina de fray Hernando de Talavera primer arzobispo de Granada ilustrada por Bartolomé Jiménez Patón (Baeza, 1638).
- El perfecto predicador (Baeza: Mariana de Montoya, 1612)
- Historia de la antigua y continuada nobleza de la ciudad de Jaén, muy famosa, muy noble, y muy leal, guarda y defendimiento de los reynos de España. Y de algunos varones famosos, hijos de ella (1628) es continuación de la Historia... iniciada por Pedro Ordóñez de Ceballos (Jaén, 1628).
- Comentarios de erudición, (1621) ms. inédito, incompleto.
- Cáthedra de Erudición repartida en Treinta Lecciones hechas por el Maestro Gerónimo Ximénez Patón siendo Cathedrático de Humanas Letras en Villanueva de los Infantes, manuscrito inédito en la Biblioteca de Toledo.
- Decente colocación de la Santa Cruz (1635)
- Discurso en favor del Santo y Loable Estatuto de la Limpieza (1638)
- Discurso de los Tufos, Copetes y Calvas (Baeza: Juan de la Cuesta, 1639).
- Discurso de la langosta (1619)

### Ediciones
- Alonso de Barros, Proverbios morales, Heráclito de Alonso de Barros, concordados por el maestro Bartolomé Ximénez Patón. Baeza: Pedro de la Cuesta, 1615.

### Obras perdidas
- Comedia del Peregrino
- Comedia del casamiento deshecho
- Comedia de la Tugancilla princesa
- Comedia de los amantes engañados.
- Albergue de pobres
- Visión
- Relación de fiestas en la beatificación de Santo Tomás, en 1619